# いろごのみ
いろごのみは、日本人の心性をあらわす用語・概念の一。近代では折口信夫によってつよく提唱され、その思想体系のなかで重要な位置を占めるものとして扱われた。
いろごのみは単なる好色とは異り、複数の優れた女を妻妾とすることのできる男の能力や魅力、またそれにまつわる風流・風雅を指すものであり、「すき（数寄）」「みやび」「やまとごころ」などと同義ととらえることもできる。このような考えかたの根底には、優れた女を得ることが、女の巫女としての霊力を得ることと同義であり、男はそうした女の宗教的霊力によって政治的な王たりうる、という古代信仰の名残がある、と折口は述べている。